# Jerusalem Challenger 1995
Il Jerusalem Challenger 1995 è stato un torneo di tennis facente parte della categoria ATP Challenger Series nell'ambito dell'ATP Challenger Series 1995. Il torneo si è giocato a Gerusalemme in Israele dall'8 al 14 maggio 1995 su campi in cemento.

## Vincitori

### Singolare
Thomas Johansson ha battuto in finale  Patrick Baur con il punteggio di 6–4, 7–6

### Doppio
Dirk Dier /  Christian Saceanu hanno battuto in finale  Lionnel Barthez /  Patrick Baur con il punteggio di 7–6, 7–6